# Akseli Gallen-Kallela
Akseli Gallen-Kallela (født 26. april 1865, død 7. marts 1931) var en finsk maler. Han er mest kendt for sine malerier med motiver hentet fra det finske nationalepos, Kalevala. Hans malerier var af stor vigtighed for udviklingen af den finske nationalidentitet. Han skiftede navn fra Gallén til Gallen-Kallela i 1907.

## Biografi
Akseli Gallen-Kallela blev født Axel Waldemar Gallén i Pori (svensk: Björneborg) i Finland. Hans familie var finlandssvensk. Hans far, Peter Gallén, arbejdede som politichef og advokat. Som 11-årig blev han sendt til Helsinki for at studere på latinskole, fordi hans far modsatte sig hans ambition om at blive maler. Efter farens død i 1879, indskrev Gallen-Kallela sig på Finlands Kunstforenings tegneskole (1881-84). Han modtog også privatundervisning af Adolf von Becker.
I 1884 flyttede han til Paris for at studere ved Académie Julian. I Paris blev han gode venner med den finske maler Albert Edelfelt, den norske maler Carl Dørnberger og den svenske forfatter August Strindberg.
I 1890 giftede han sig med Mary Slöör. Parret fik tre børn, Impi Marjatta, Kirsti og Jorma. På deres bryllupsrejse til Østkarelen, begyndte Gallen-Kallela at indsamle materiale til sine skildringer af Kalevala. Denne periode er karakteriseret af romantiske Kalevala-malerier, bl.a. Ainomyten fra 1891, samt adskillige landskabsmalerier.
I december 1894 flyttede Gallen-Kallela til Berlin for at føre personligt tilsyn med en fællesudstilling af egne og Edvard Munchs værker. Her kom han i kontakt med symbolisterne. I marts 1895 modtog han et telegram omhandlende datteren Impi Marjattas pludselige død af difteri. Det var et vendepunkt i hans kunstneriske virke. Gallen-Kallelas værker var før romantiske, men efter datterens død malede han mere aggressive værker såsom Sampos forsvar (1896), Joukahainens hævn (1897), Lemminkäinens mor (1897) og Kullervos forbandelse (1899).

## Karriere
Gallen-Kallela malede freskoer til den finske pavillon på Verdensudstillingen i Paris i 1900. I disse freskoer lod han sine politiske budskaber skinne igennem. I freskoen Ilmarinen pløjer slangemarken bærer en af slangerne den russiske Romanov-krone, og processen med at fjerne slangerne fra marken var en klar reference til hans ønske om et uafhængigt Finland.
Verdensudstillingen i Paris sikrede Gallen-Kallela en status som Finlands førende kunstner. I 1901 blev han hyret til at male freskoen Kullervo drager i krig i Helsinki Studentersammenslutnings koncertsal. I perioden 1901-03 malede han freskoerne i Jusélius-mausoleet i Pori, der blev rejst til minde om industrimagnaten F.A. Jusélius' 11-årige datter. Freskoerne blev dog hurtigt ødelagt af fugt, og ved en brand i december 1931 forsvandt de fuldstændigt. Jusélius hyrede kunstnerens søn Jorma til at genskabe freskoerne, som han færdiggjorde kort tid før sin død i 1939.
I 1907 skiftede han navn til det mere finskkligende Akseli Gallen-Kallela. I 1907 flyttede han med sin familie til Nairobi i Britisk Østafrika (i dag Kenya), hvor han malede 150 ekspressionistiske oliemalerier og købte mange østafrikanske artefakter. Han vendte dog tilbage til Finland efter et par år, fordi han indså, at Finland var hans hovedinspiration. I perioden 1911-13 byggede han et atelier og hus ved Tarvaspäa omkring 10 kilometer nord for Helsinkis centrum.  
I 1918 kæmpede Gallen-Kallela og sønnen Jorma ved fronten i Den finske borgerkrig. Da general Mannerheim senere hørte om dette, bad han Gallen-Kallela om at designe det nyligt uafhængige Finlands flag, officielle dekorationer og uniformer. I 1919 blev han udnævnt til Mannerheims adjudant.
Fra december 1923 til maj 1926 boede Gallen-Kallela i USA, hvor en udstilling med hans værker var på turné. I USA besøgte han bl.a. kunstnerkolonien i Taos, New Mexico, hvor han studerede det amerikanske urfolks kunst. I 1925 begyndte han at male illustrationer til sin egen version af Kalevala. Værket blev ikke færdiggjort, da han døde af en lungebetændelse i Stockholm den 7. marts 1931. Han var på vej tilbage til Finland fra et foredrag i København.
Hans atelier og hus ved Tarvaspäa slog i 1961 dørene op som Gallen-Kallela-museet. Det huser en del af hans værker.

## Udvalgte malerier
- Dreng med krage (1884)
- Den gamle kone og katten (1885)
- Démasquee (1888)
- Familien Ahlström (1890)
- Ainomyten (1891)
- Mäntykoskivandfaldet (1892)
- Vinterscene fra Imatra (1893)
- Smedningen af Sampo (1893)
- Jean Sibelius (1894)
- Ruovesisøen (1896)
- Sampos forsvar (1896)
- Lemminkäinens mor (1897)
- Måneklar nat (1897)
- Brodermordet (1897)
- Joukahainens hævn (1897)
- Symposion (1894)
- Kullervos forbandelse (1899)
- Kullervo drager i krig (1901)
- Keitelesøen (1905)
- Ad Astra (1907)
- Väinämöinens bådtur (1909)

## Galleri
- Dreng med krage, 1884
- Den gamle kone og katten, 1855
- Démasquée, 1888
- Parisienne, 1888
- Marie Gallén på Kuhmoniemibroen, 1890
- Ainomyten, 1891, andet panel
- Udsigt fra Nordkajen, 1891
- Hyrdedreng fra Paanajärvi, 1892
- Mäntykoskivandfaldet, 1893
- Selvportræt, 1893
- Symposion, 1894
- Inspiration, 1896
- Himmel, 1894
- Brodermordet, 1897
- Lemminkäinens mor, 1897
- Lossens hule, 1906
- Ad Astra, 1907